# Pam Seaborne
Pam Seaborne (Reino Unido, 16 de agosto de 1935) fue una atleta británica especializada en la prueba de 80 m vallas, en la que consiguió ser medallista de bronce europea en 1954.

## Carrera deportiva
En el Campeonato Europeo de Atletismo de 1954 ganó la medalla de bronce en los 80 m vallas, llegando a meta en un tiempo de 11.3 segundos, siendo superada por la soviética Maria Golubnichaya (oro con 11.0 segundos que fue récord de los campeonatos) y la alemana Anneliese Seonbuchner (plata con 11.2 segundos).